# Sozialpsychologie als Wissenschaft
Sozialpsychologie als Wissenschaft (Russischer Originaltitel: Социальная психология как наука, Sozialnaja psichologia kak nauka) ist eine Monographie von Boris Dmitrijewitsch Parygin. Sie ist die erste Monographie über Sozialpsychologie, die 1965 in der UdSSR verfasst und veröffentlicht wurde.

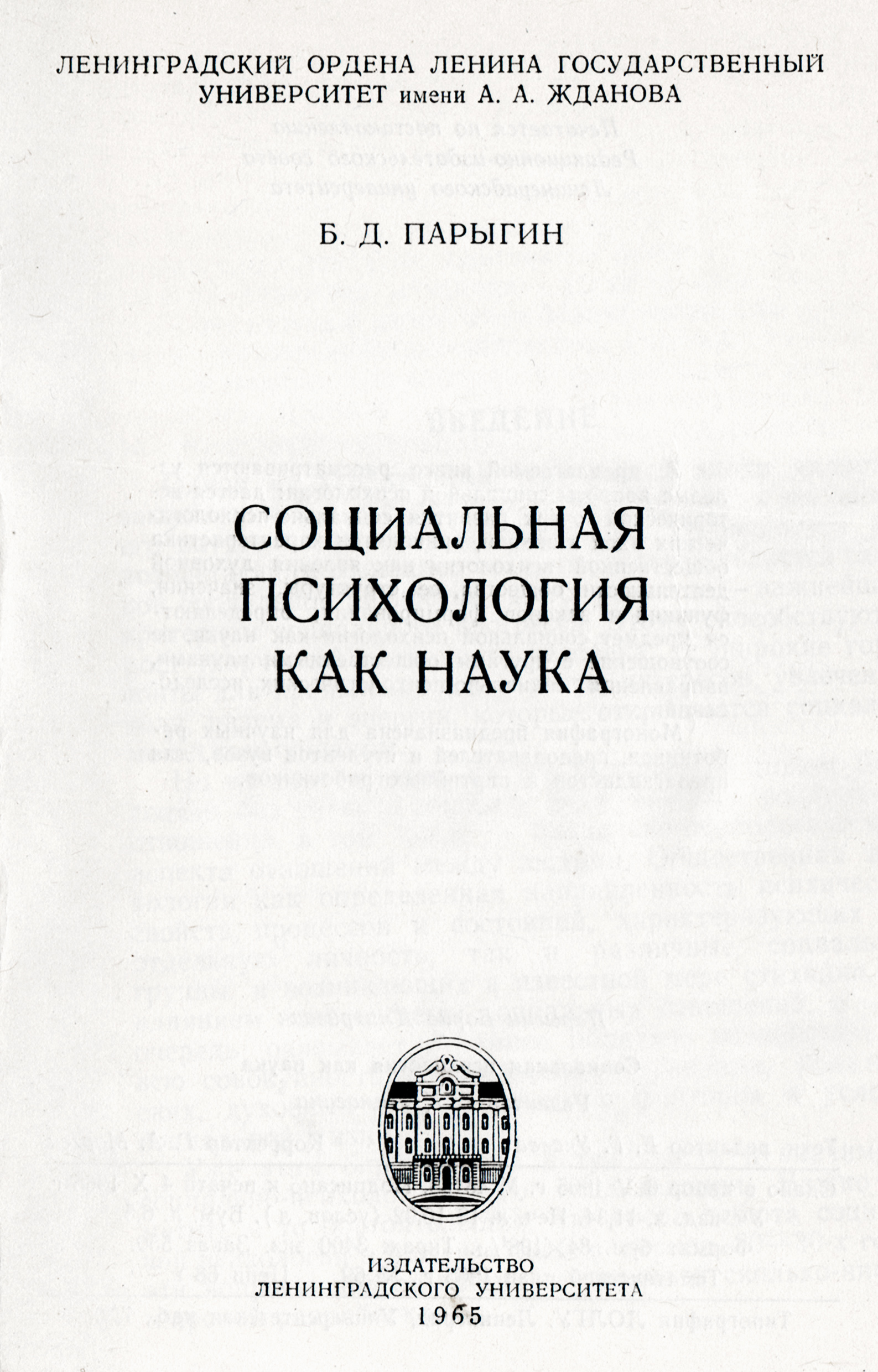
Sozialpsychologie als Wissenschaft (1965)

## Entstehungsgeschichte
Das Buch wurde vom Verlag der Staatlichen Universität Leningrad mit einer Auflage von 3400 Exemplaren herausgegeben. Im selben Jahr 1965 wurde Parygins Broschüre „Was ist Sozialpsychologie“ mit einer Auflage von 5600 Exemplaren veröffentlicht.
Der Erscheinung der Monographie ging die Veröffentlichung einer Reihe von Artikeln von Parygin voraus, in denen die Vision des Autors über den Platz und die Rolle der Sozialpsychologie im System der Geistes- und Naturwissenschaften, ihr Gegenstand und Spezifik im Unterschied zur Soziologie und allgemeinen Psychologie, ihre Merkmale und strukturellen Besonderheiten ihrer Hauptmanifestationen vorgeschlagen wurde.

## Konzepte
Im Buch „Sozialpsychologie als Wissenschaft“ wurde zum ersten Mal die vom Autor entwickelte Theorie der Sozialpsychologie als eigenständiges System wissenschaftlicher Erkenntnisse — ihre Methodik, Thema und Bereich der praktischen Anwendung, Struktur, Funktionen und Status im Kontext der Geistes- und Naturwissenschaften vorgestellt und argumentiert.

## Bedeutung
Der Schwerpunkt der Wissenschaft und ihr höchster Wert sei laut der Sozialpsychologie der Mensch als eine Persönlichkeit, mit all der Vielfalt ihrer Beziehungen zu anderen Menschen, verstanden außerhalb der erklärten ideologischen Prinzipien, Muster und politischen Dogmen. Die Veröffentlichung dieses Buches wurde zu einer Art Herausforderung für eine totalitäre Ideologie, die auf der orthodoxen und vulgär-dogmatischen Interpretation des Marxismus basiert. Zusammen mit der zweiten in 1966 veröffentlichten Monographie – „Gesellschaftliche Stimmung“ – wurden Parygins Bücher für Russland zu einem Symbol seiner Zeit in der Geisteswissenschaft.
Zwei Jahre später, 1967, wurde Parygins Monographie „Sozialpsychologie als Wissenschaft“ nach den Erläuterungen und Ergänzungen des Autors in Leningrad mit einer Auflage von 15.000 Exemplaren nachgedruckt und in mehrere Sprachen übersetzt.
Bekannt sind die Übersetzungen des Buches ins Tschechische, Bulgarische, Spanische und Portugiesische; Neuauflagen in der Tschechoslowakei (Prag, 1968), Bulgarien (Sofia, 1968), Uruguay (Montevideo, 1967) und Brasilien (Rio de Janeiro, 1972).
Auf der Grundlage veröffentlichter Bücher verteidigte B.D. Parygin 1967 auf einer Sitzung des Akademischen Rates der Philosophischen Fakultät der Staatlichen Universität Leningrad seine erste Doktorarbeit in der UdSSR über die Probleme der Sozialpsychologie.
Die wichtigsten Bestimmungen und Novationen der Arbeit wurden später zum Teil von Parygins Grundlagenforschung „Grundlagen der sozialpsychologischen Theorie“ (1971), die ins Deutsche und Japanische übersetzt und in Tokio, Berlin und Köln veröffentlicht wurde.

## Auflagen und Übersetzungen
- Boris Dmitrijewitsch Parygin: Социальная психология как наука. 1. Auflage. Verlag der Staatlichen Universität Leningrad, Leningrad 1965.

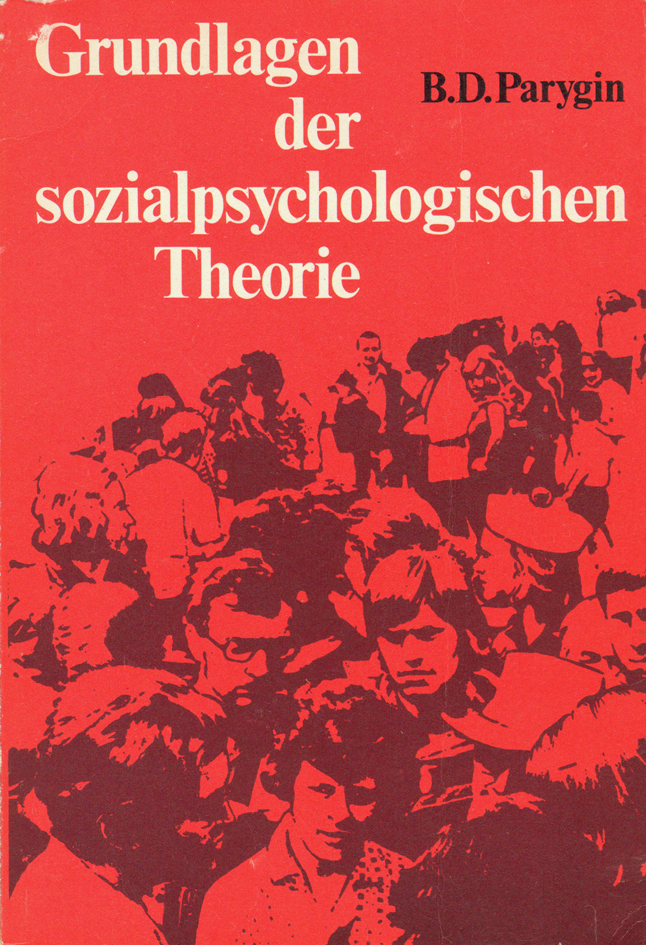
Grundlagen der sozialpsychologischen Theorie. 1976.

- B. D. Parygin Grundlagen der sozialpsychologischen Theorie. Pahl-Rugenstein Verlag, Köln, 1982. — 264 S. ISBN 3-7609-0186-7
- B. D. Parygin 社会心理学原論, 海外名著選〈76〉. 明治図書出版. 1977. — 281 S. (auf Japanisch)
- B. D. Parygin Grundlagen der sozialpsychologischen Theorie. VEB, Berlin, 1976. — 266 S.
- B. D. Parygin Grundlagen der sozialpsychologischen Theorie. Pahl-Rugenstein Verlag, Köln, 1975, ISBN 3-7609-0186-7
- B. D. Parygin Grundlagen der sozialpsychologischen Theorie. 1. Auflage. Deutscher Verlag der Wissenschaften, Berlin, 1975, DNB 200869256
- B. D. Parygin Grundlagen der sozialpsychologischen Theorie. Mysl, Moskau, 1971. (russ.)

- B. D. Parygin A psicologia social como ciência. Rio de Janeiro: Zahar Ed. 1972. — 218 S. (auf Portugiesisch)
- B. D. Parygin Социалната психология като наука. София. 1968. — 240 S. (auf Bulgarisch)
- B. D. Parygin Sociialni psychologie jako veda. Praha. 1968. — 192 S. (auf Tschechisch)
- B. D. Parygin La psicologia social como ciencia. — Montevideo: Pueblos Unidos. 1967. — 249 S. (auf Spanisch)
- B. D. Parygin Sozialpsychologie als Wissenschaft. 2., durchgesehene und ergänzte Auflage. Lenizdat, Leningrad, 1967. (russ.)
- B. D. Parygin Sozialpsychologie als Wissenschaft. LGU, Leningrad, 1965. (russ.)